# Onychodactylus fischeri
Espèce
Synonymes
- Geomolge fischeri Boulenger, 1886
- Onychodactylus rossicus Nikolskii, 1914 "1912"

Statut de conservation UICN

 LC  : Préoccupation mineure
Onychodactylus fischeri est une espèce d'urodèles de la famille des Hynobiidae.

## Répartition
Cette espèce est endémique du Kraï du Primorie en Russie. Elle se rencontre dans les districts de Lazovskiy, de Partizanskiy, de Shkotovskiy, de Chuguyevskiy, d'Olginskiy, de Nadezhdinskiy, d'Ussuriyskiy, d'Anuchinskiy et de Kavalerovskiy dans les monts Sikhote-Alin.

## Étymologie
Cette espèce est nommée en l'honneur de Johann Gustav Fischer.

## Publication originale
- Boulenger, 1886 : First Report on Additions to the Batrachian Collection in the Natural-History Museum. Proceedings of the Zoological Society of London, vol. 1886, no 3, p. 411-416 (texte intégral).